# Кронфёрстхен

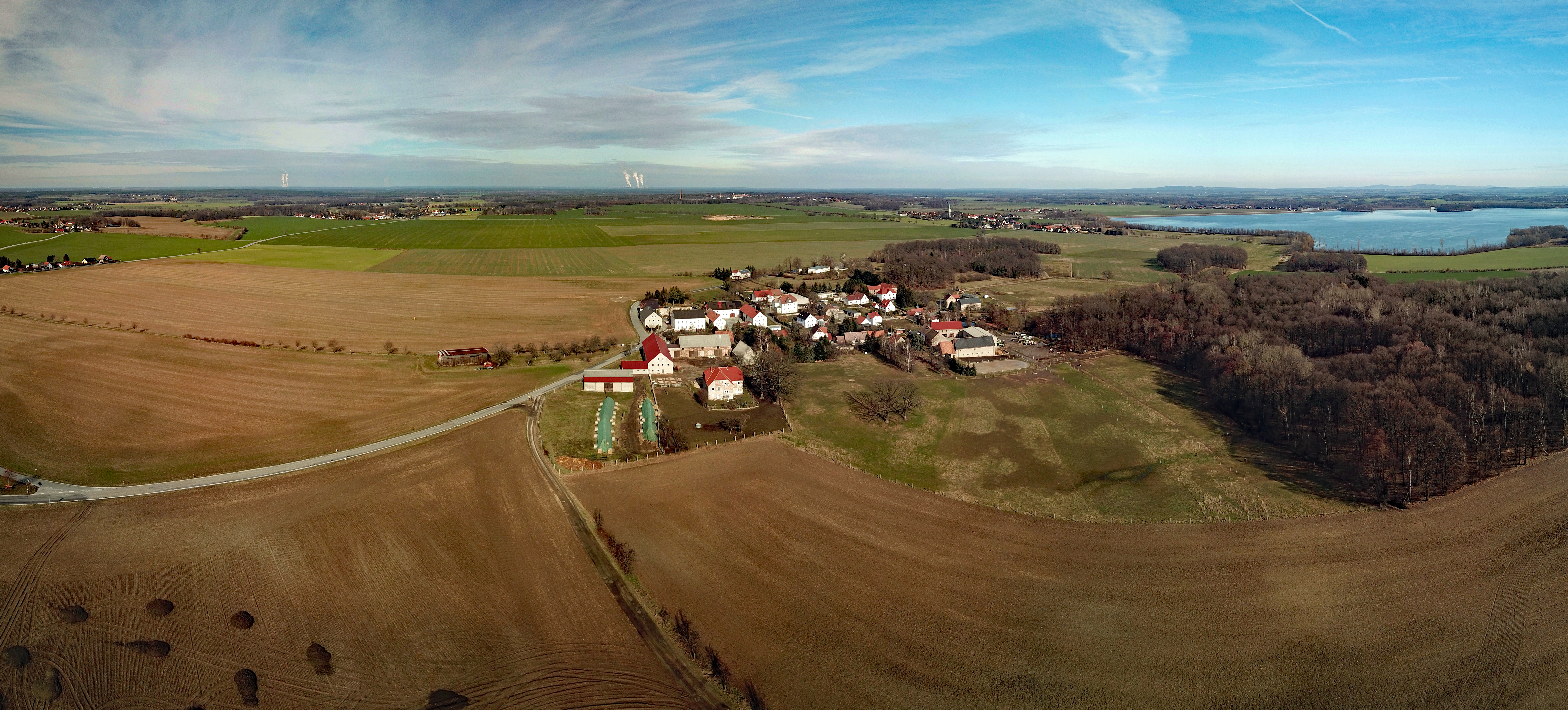

Кронфёрстхен или Кши́ва-Борщ (нем. Kronförstchen; в.-луж. Křiwa Boršćо файле) — деревня в Верхней Лужице, Германия. Входит в состав коммуны Гросдубрау района Баутцен в земле Саксония. Подчиняется административному округу Дрезден.

## География
Находится примерно в пяти километрах севернее от города Баутцен и примерно в трёх километрах юго-западнее от административного центра Гросдубрау. Через деревню проходит автомобильная дорога K7210.
Соседние населённые пункты: на севере — деревня Лютобч коммуны Радибор, на востоке — деревня Далицы, на юго-западе — деревня Любохов (входит в городские границы Баутцена) и на западе — деревня Нове-Боранецы коммуны Радибор.

## История
Впервые упоминается в 1334 году под наименованием Krummenforst.
С 1936 по 1994 года входила в коммуну Кватиц. С 1994 года входит в современную коммуну Гросдубрау.
В настоящее время деревня входит в состав культурно-территориальной автономии «Лужицкая поселенческая область», на территории которой действуют законодательные акты земель Саксонии и Бранденбурга, содействующие сохранению лужицких языков и культуры лужичан.
Исторические немецкие наименования
- Krummenforst, 1334
- Crumminforst, 1347
- Krumenfurste, 1381
- Cromenforst, 1455
- Krumenfurste, 1497
- Krum-Forst, 1534
- Kromforst, 1618
- Crumforst, 1663
- Cron- oder Krumförstgen, 1746
- Cromförstchen, Krum Förstchen, 1786

## Население
Официальным языком в населённом пункте, помимо немецкого, является также верхнелужицкий язык.
Согласно статистическому сочинению «Dodawki k statisticy a etnografiji łužickich Serbow» Арношта Муки в 1884 году в деревне проживало 128 человек (из них — 118 серболужичан (92 %)).
| 1834 | 1871 | 1890 | 1910 | 1925 |
| ---- | ---- | ---- | ---- | ---- |
| 83   | 116  | 98   | 115  | 113  |